# Skaterdolly

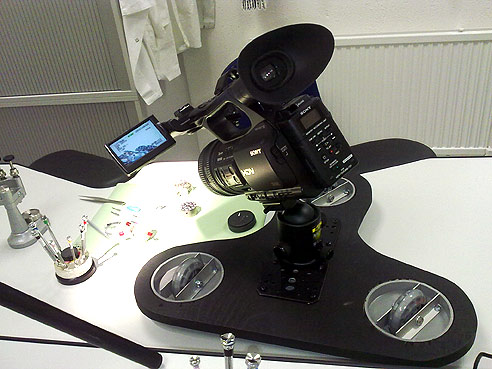
Eigenbau eines Skaterdollys

Ein Skaterdolly ist eine auf Rädern bewegliche Plattform zur Ausführung von präzisen und erschütterungsfreien, horizontalen Bewegungen von Film- oder Videokameras und ermöglicht so Kamerafahrten. Der Skaterdolly ist eine Sonderform des Dollys, eine aus dem amerikanischen Sprachraum stammende Bezeichnung eines geschobenen Kamerawagens.

## Idee
Der Skaterdolly entstand aus der Idee heraus, mit einfachen und kostengünstigen Komponenten ein Gerät zu fertigen, mit dem Kamerafahrten zu realisieren sind. Der Begriff leitet sich von der Art der verwendeten Räder ab: Es kommen Räder von Inlineskates zum Einsatz.
In der einfachsten Ausführung besteht ein Skaterdolly aus einem Brett mit drei oder vier Rädern. Die darauf montierte Kamera ist damit auf einer ebenen Unterlage in einer oder zwei Achsen horizontal zu bewegen. Mit lenkbaren Rädern konstruierte Skaterdollys ermöglichen beispielsweise kreisförmige Kamerafahrten um ein zentral gelagertes Aufnahmeobjekt.

## Praxis
Obwohl es mittlerweile nicht wenige fertige Produkte dieser Kategorie gibt, bleibt der Skaterdolly doch meist ein handwerkliches Do-it-yourself-Projekt. Dazu werden lediglich eine Holzplatte, die besagten Skaterrollen, Schrauben als Achsen und ein Stativkopf benötigt, an dem die Kamera befestigt wird. Die Inlineskaterrollen haben den Vorteil, dass sie bereits kugelgelagert sind und somit nur noch mit dem Holzbrett verschraubt werden müssen. Natürlich gibt es auch ausgefallenere Lösungen mit Federung oder Knickgelenken, die es dem Dolly ermöglichen, um Kurven zu fahren.
Eine abgewandelte Form ist der Kamera-Slider, bei dem der Dolly einfach über zwei Rohre geführt wird, ähnlich einer Achterbahn. Der Vorteil des Sliders gegenüber dem Dolly ist, dass der Untergrund nicht perfekt ebenerdig sein muss. Beim Skaterdolly reichen schon kleinste Unebenheiten, um eine Kamerafahrt zu verwackeln und somit unbrauchbar zu machen.

## Einsatzbereiche
Durch die sehr ruhig und präzise laufenden kugelgelagerten Inlineskaterräder lassen sich mit Skaterdollys manuelle Kamerafahrten im Millimeterbereich realisieren. Aufgrund dessen sind Skaterdollys insbesondere für Makroaufnahmen sehr gut geeignet. Typische Einsatzbereiche sind hier Werbe- und Industriefilme.
Die einfache Konstruktion ermöglicht es unabhängigen Filmemachern, kostengünstig Kamerafahrten bei szenischen Spielfilmprojekten zu realisieren.